# Płaskodziobek mały
Płaskodziobek mały (Todus todus) – gatunek małego, kolorowego ptaka z rodziny płaskodziobków (Todidae) w rzędzie kraskowatych (Coraciiformes). Występuje endemicznie w lasach całej Jamajki. Monotypowy.
MorfologiaOsiąga wielkość 9–11 cm i masę 5,5–7,2 g. W jego barwach dominują: zielony w górnej części (w tym głowa, skrzydła i ogon), z czerwonym gardłem i żółtawo-zielonkawymi spodami. Na bokach znajduje się trochę różu. Ma dużą głowę i długi, płaski dziób. Od nasady dzioba w stronę boków piersi przebiega pasek („wąsy”), początkowo biały i wąski, przechodzący w szerszą jasnoniebieskoszarą plamę. Samice są podobne do samców, różnią się tym, że wspomniana jasnoniebieskoszara plama jest słabo widoczna.
BiotopJego naturalne siedliska to las subtropikalny lub tropikalny las wilgotny. Preferuje zalesione wzgórza i góry, ale jego typowe siedlisko może obejmować namorzyny i suche lasy nizinne.
LęgiZwykle gniazduje w norze wykopanej w urwistym brzegu ziemi lub w zgniłym pniu drzewa. Sezon lęgowy odbywa się między grudniem a lipcem.
PożywieniePłaskodziobek mały żywi się szeroką gamą owadów, w tym muchami, chrząszczami, konikami polnymi, świerszczami i ćmami. Pająki, krocionogi i małe jaszczurki, a czasami także owoce, są również częścią jego diety.
StatusIUCN uznaje go za gatunek najmniejszej troski (LC – Least Concern), bo chociaż ma ograniczony zasięg i jego liczebność powoli spada, wielkość populacji nie pozwala zaliczyć go do innej kategorii. Podejrzewa się, że populacja gatunku kurczy się w wyniku drapieżnictwa mangust, niszczenia siedlisk oraz polowań wiejskich dzieci.